# 夜遺尿
夜遺尿（英語：Nocturnal enuresis），俗稱尿床，部分地区也叫做攋尿（讹写作“濑尿”，“攋”是撒、遗、弃的意思），是指睡眠期間不自覺的排尿現象。嬰兒的中枢神经尚未发育完整前，无法自主地控制排尿功能。待三、四岁时，儿童可以漸進地控制排尿，但在精神興奮的时候仍可能会出现尿床尿裤等情况。五、六岁后若仍然不能很好地控制排尿，原因除父母未良好地培养排尿习惯，即为夜遺尿。主因来自神经因素和父母遗传，如脊柱裂、癫痫、智能发育障碍等，或尿道因素，如尿道狭窄、尿道炎等。患者应避免过度劳累，精神刺激，晚餐尽量以干食为主，睡前少饮水。
一般來說，輕微（即不頻密）的尿床並不算是一種疾病，隨著年紀的增長，尿床的現象通常都會自然消失。相反，頻密而持續的尿床很可能和隱藏的病理原因有關，必須給以正視和適當的治療。